# Batalla de Honnecourt
La batalla de Honnecourt va tenir lloc el 26 de maig de 1642, durant la Guerra Francoespanyola (1635-1659) de 1635 a 1659. Un exèrcit espanyol dirigit per Francisco de Melo va derrotar i va destruir en gran part una força francesa sota el comandament del comte de Guiche.
Amb el gruix de les forces franceses compromeses amb el setge de Perpinyà a Catalunya, Melo va llançar una ofensiva a Artois, ara a la França moderna però aleshores part dels Països Baixos espanyols. Després de recuperar Lens i La Bassée a principis de maig, es va traslladar decidit a atacar l'"Exèrcit de Champagne" de Guiche, que estava acampat a prop d'Honnecourt-sur-Escaut.
Guiche havia col·locat les seves tropes en una posició prou forta, però van demostrar no ser rival per al veterà Exèrcit de Flandes i ambdues ales es van esfondrar al cap de set hores de lluita. Amb la seva retirada bloquejada pel riu Escaut directament darrere d'ells i només un pont, la majoria dels francesos van morir ofegats o van ser capturats. Guiche va ser un dels últims a abandonar el camp de batalla i només 1.600 dels seus soldats aconseguí escapar.
Va ser una de les relativament poques batalles decisives en una guerra de desgast que va durar 24 anys, el resultat va ser rebut amb eufòria per la cort espanyola i va provocar el pànic a París, que semblava obert a una invasió espanyola. Però, Melo es va traslladar per enfrontar-se a una ofensiva franco-holandesa a Renània i la batalla finalment va canviar poc la situació.

## Rerefons
El 1642, la guerra franco-espanyola entrava en el seu setè any, sense que cap dels dos bàndols pogués obtenir un avantatge decisiu. L'esclat de la revolta catalana el 1640 va oferir a França l'oportunitat de debilitar Espanya i ampliar la seva frontera sud-oest al Rosselló. El primer ministre francès, el cardenal Richelieu i Lluís XIII van decidir fer de la presa de Perpinyà el seu principal objectiu per al 1642, mentre es mantenien a la defensiva en altres llocs.
Durant la campanya de 1640, els francesos van capturar gran part de l'Artois, ara a la França moderna, aleshores part dels Països Baixos espanyols, ocupant Arras, Lens i La Bassée. Amb l'esperança de desviar recursos de Catalunya, Francisco de Melo, el nou governador dels Països Baixos espanyols, va planejar una ofensiva per recuperar-los, fent servir 30.000 efectius de l'Exèrcit de Flandes, la formació més experimentada de l'Imperi espanyol.
Oposant-se a ell hi havia els exèrcits francesos de Picardia, comandats pel comte d'Harcourt, i Champagne, sota el comandament del comte de Guiche. El primer constava de 18.000 homes acantonats al voltant de Saint-Quentin, el segon d'11.000 homes basats a Péronne. A principis de maig, Melo va capturar Lens, després es va traslladar a La Bassée; després de combinar-se prop d'Arràs, Guiche i Harcourt es van traslladar al seu relleu, però van dubtar a atacar les fortes defenses construïdes pels espanyols al voltant de les seves línies de setge i es van retirar. En canvi, Harcourt va marxar cap al Bolonyès per evitar un atac a Calais, amb Guiche basat prop de Le Catelet per evitar que la guarnició espanyola de Cambrai feu una incursió a la Xampanya.

## Batalla
Després de la rendició de La Bassée el 13 de maig, Melo va decidir atacar Guiche amb un destacament de 8.000 infants i 2.000 de cavalleria i el 25 de maig s'acostava a Honnecourt-sur-Escaut. Guiche va mantenir una forta posició al nord de Le Catelet, amb les seves tropes posicionades en terreny alt en una línia que va al llarg d'un barranc costerut. El seu flanc dret estava ancorat per l'abadia de Honnecourt i una zona boscosa coneguda com el Bois Maillard ; a l'esquerra, que presentava menys obstacles naturals, va construir una sèrie de forts moviments de terra, encara visibles a mitjans del segle xix. El tren d'equipatges es va col·locar directament darrere de l'abadia, al costat de l'únic pont sobre el riu Escalda, conegut pels francesos com l'"Escaut".
Puységur-Chastenet, un dels tres Maréchal de camps de Guiche, va argumentar que haurien d'ocupar dos turons a l'altre costat del barranc amb vistes a les seves defenses i impedir-ne l'ús per l'artilleria espanyola. Suposant que estaven seriosament superats en nombre, Josias von Rantzau i altres oficials superiors van considerar que això requeria més tropes de les disponibles, així que Guiche va decidir mantenir les seves posicions actuals i esperar un atac. Rantzau també va suggerir construir un altre pont sobre el riu però els francesos no tenien els homes ni el temps per fer-ho; ambdues decisions van tenir un paper important en els esdeveniments que van seguir.
Tal com va predir Puységur-Chastenet la matinada del 26 de maig els espanyols van col·locar la seva artilleria als dos turons i van començar a colpejar les defenses franceses, concentrant el seu foc a l'abadia. Com que la major part de la cavalleria francesa estava estacionada al voltant del Bois Maillard, Melo estava preocupat que poguessin intentar flanquejar-lo i va assignar la major part de les seves forces a Jean de Beck, comandant de l'ala esquerra. La seva infanteria es va moure ràpidament pel bosc, recolzada per la cavalleria valona sota Bucquoy, atrapant als francesos en procés de formació. La cavalleria va fugir desordenada abans que Guiche els aplegués i encara que Bucquoy va ser expulsat tres vegades, el van perseguir massa lluny i van ser exposats al foc a distància de l'artilleria espanyola. Després d'haver patit grans pèrdues, la cavalleria es va retirar a través del riu Escaut i la majoria no va jugar més part en la batalla.
Mentrestant, la infanteria de Beck atacava l'abadia; amb les seves defenses molt afeblides per tres hores de bombardeig constant, els defensors francesos van començar a cedir terreny. Velada havia atacat simultàniament l'esquerra francesa amb uns 3.000 soldats i, tot i que el seu primer assalt va ser rebutjat, el segon va superar amb èxit el moviment de terres. Després de set hores de combat, les posicions franceses a l'esquerra i a la dreta es van esfondrar; la gran majoria van ser assassinats o capturats, inclosa l'elit Compagnie de Dauphin. Guiche va abandonar el camp només quan Puységur-Chastenet el va persuadir de fer-ho, que va ser fet presoner juntament amb les restes del seu regiment i va escapar per poc de ser assassinat pels seus captors en una disputa pel seu rescat.
A part dels prop de 4.000 presoners de guerra, els francesos van tenir entre 1.200 i 3.000 morts, molts dels quals es van ofegar intentant travessar el riu. Durant la retirada, un gran nombre es va posicionar al voltant d'una església al poble proper de Bantouzelle ; les seves restes encara s'estaven descobrint dos segles més tard. Els espanyols també van capturar els canons i el tren d'equipatge francesos, juntament amb 400.000 lliures en efectiu; les seves pròpies pèrdues van ser entre 400 i 500 morts. La majoria dels presoners van ser intercanviats més tard per tropes espanyoles capturades a Rocroi el juliol de 1643.

## Conseqüències
En una guerra on ambdós bàndols lluitaven per aconseguir victòries decisives, Honnecourt va ser rebut amb eufòria a la cort espanyola. Guiche va arribar a Saint-Quentin acompanyat de menys de 1.600 homes, majoritàriament cavalleria, i com que el principal exèrcit francès es trobava a Perpinyà amb Lluís XIII, el camí de París va aparèixer obert, provocant el pànic a la capital. En canvi, Melo va girar cap a Renània del Nord, que havia estat controlada pel general francès Guébriant des que va derrotar un exèrcit imperial a Kempen al gener.
Guébriant i les seves tropes franco-weimares van proposar ara unir-se amb una força holandesa sota el comandament del príncep d'Orange i coordinar un atac a la important ciutat de Geldern, controlada pels espanyols. Tot i que alguns van criticar per ser massa prudents, Melo, sens dubte, va tenir raó en veure això com una amenaça més gran. Els holandesos es van retirar davant el seu avanç i van abandonar el setge; a finals de 1642, els espanyols havien recuperat la major part del nord de l'Artois i la seva posició a Flandes semblava tan forta com mai.